# Las mansiones de la locura
Las mansiones de la locura es un juego de tablero narrativo de investigación paranormal para grupos de 2 a 5 jugadores, creado por el diseñador Corey Konieczka. Está ambientado en el universo de horror cósmico de Howard Phillips Lovecraft.
El juego, publicado originalmente en inglés por Fantasy Flight Games, ha sido traducido al castellano por Edge Entertainment.
Los jugadores se enfrentan a todo tipo de dificultades, desde obstáculos y callejones sin salida hasta criaturas monstruosas y ataques mágicos. 
La caja incluye 8 miniaturas de investigadores y 24 de monstruos (zombis, brujas, perros de Tíndalos, mi-gos, chthonians, shoggots…), así como diferentes losetas de mapa, fichas, marcadores y más de 300 cartas para eventos, hechizos, combates, exploración, obstáculos, etc.

## Dinámica de juego
De uno a cuatro jugadores controlan a los intrépidos investigadores, mientras que otro jugador más asume el papel del Guardián, siendo este último el encargado de controlar a los monstruos y demás fuerzas malignas de la partida.  
El juego se desarrolla por turnos. En cada uno de sus turnos, los jugadores pueden llevar a cabo dos movimientos y una acción (que puede ser un tercer movimiento). Las acciones suelen ser investigar una habitación, combatir contra monstruos o cualquier otra cosa que una carta defina como acción.
El objetivo de los investigadores es frustrar los siniestros planes del Guardián. Para ello tendrán que buscar pistas en mansiones, monasterios, cementerios y edificios en ruinas, teniendo que resolver rompecabezas y topándose a cada paso con monstruos y extraños sucesos.

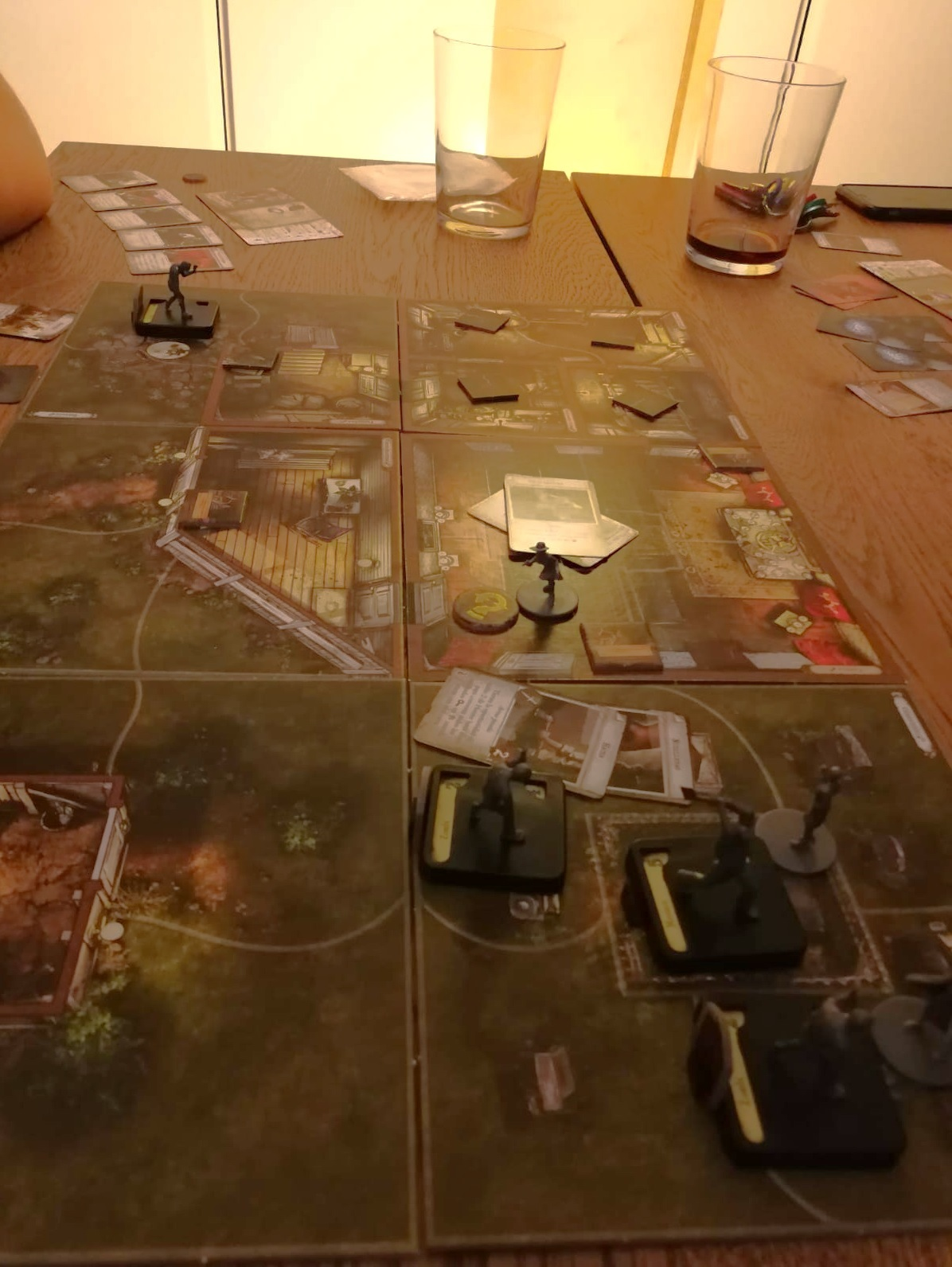
Ejemplo de tablero durante una partida

Cada sesión de juego transcurre en el marco de una historia que presenta a los jugadores un mapa característico y varias combinaciones argumentales posibles. La trama elegida determina las pistas que han de descubrir los investigadores, los monstruos a los que deberán enfrentarse y el final con el que se cerrará la historia. 
El juego posee múltiples opciones gracias a que cada escenario posee varios finales diferentes, por lo que se pueden jugar numerosas partidas distintas.

La mecánica exclusiva de preparación de partidas, determinada por los aspectos narrativos de cada aventura, permite al Guardián adaptar los cinco escenarios que se incluyen en la caja básica para que cada historia pueda desarrollarse de mil maneras tan distintas como impredecibles. Las mansiones de la locura es un juego de tablero envolvente que brinda a los jugadores la posibilidad de vivir sus aventuras una y otra vez.
Texto sobre el juego en la página de Edge.

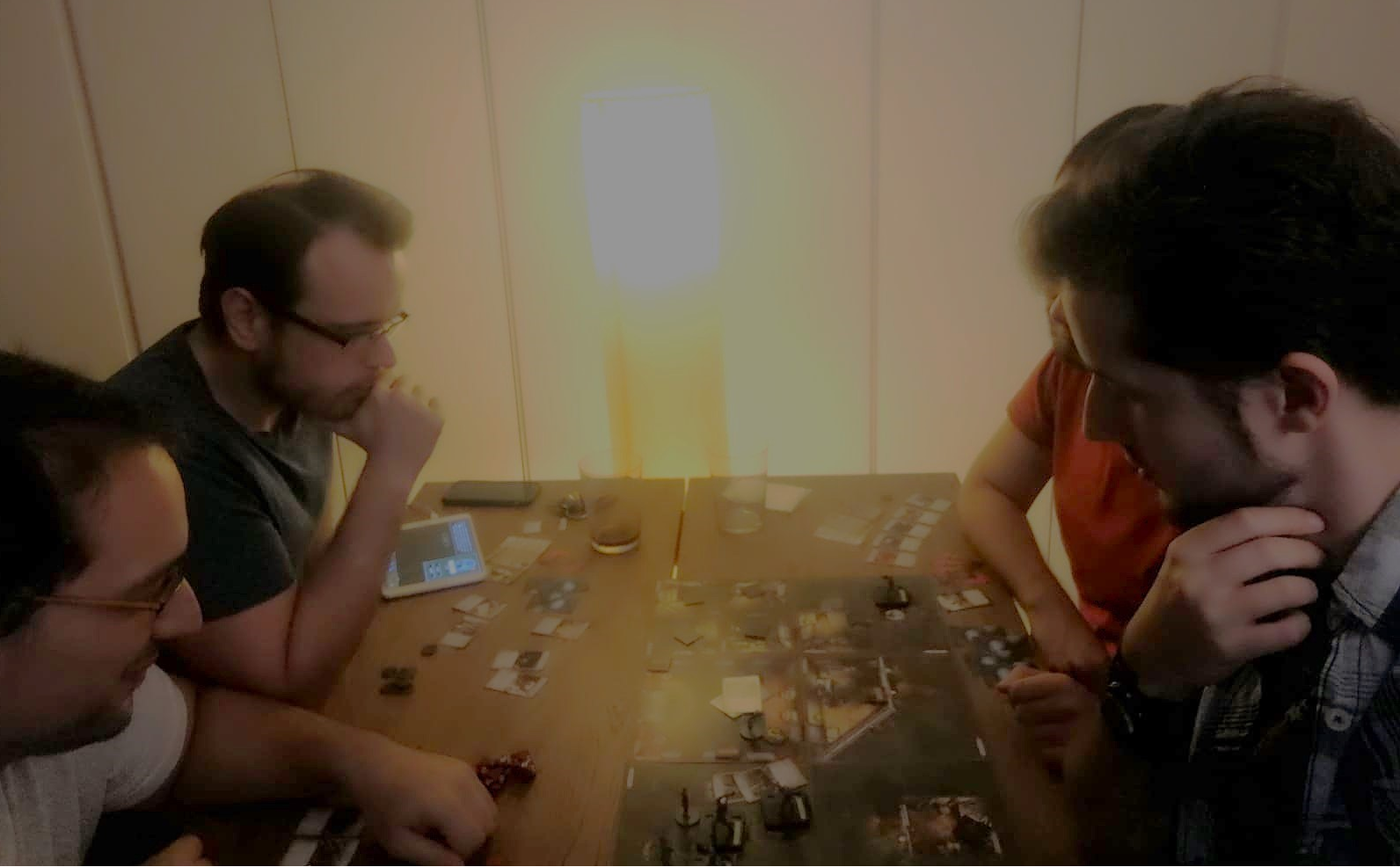
Grupo de amigos jugando una partida de Mansiones de la locura

Los jugadores ganan o pierden en equipo. El resultado puede variar entre: victoria de los investigadores, victoria del guardián o que nadie gane. Las condiciones de victoria de cada bando vienen determinadas por una carta objetivo, que se desvela cuando la partida está próxima a terminar. Existen al menos tres objetivos por cada aventura en el juego básico, existiendo a su vez cuatro escenarios o aventuras diferentes. 
Existen multitud de aventuras libres y gratis  creadas por fans del juego, así como expansiones oficiales. De esta forma se añaden más escenarios, investigadores, monstruos y nuevas reglas, para completar la experiencia del juego.

 
 